# آلیس در چونگدامدونگ
آلیس در چونگدامدونگ (به کره‌ای: 청담동 앨리스; لاتین‌نویسی اصلاح‌شده: Cheongdamdong Aelliseu؛ انگلیسی: Cheongdam-dong Alice) یک مجموعه تلویزیونی کره جنوبی سال ۲۰۱۲ با بازی مون گیون یانگ و پارک شی هو است. این مجموعه از ۱ دسامبر ۲۰۱۲ تا ۲۷ ژانویه ۲۰۱۳، روزهای شنبه و یکشنبه ساعت ۲۱:۵۵ (کی‌اس‌تی) از اس‌بی‌اس برای ۱۶ قسمت پخش شد.

## بازیگران
- مون گیون یانگ در نقش هان سه کیونگ[۳][۴][۵][۶]
- پارک شی هو در نقش چا سونگ جو / ژان Thierry چا[۷][۸][۹]